# لینزویل (ویرجینیا)
لینزویل (به انگلیسی: Lanesville) یک منطقهٔ مسکونی در ایالات متحده آمریکا است که در شهرستان کینگ ویلیام، ویرجینیا واقع شده‌است.